# Kowarenai Ai ga Hoshii no / Get Up! Rapper / Be All Right!
Singles par Shuffle Units
Shiawase Desu ka?
(2002) All for One & One for All!
(2004)
 Kowarenai Ai ga Hoshii no / Get Up! Rapper / Be All Right!  (壊れない愛がほしいの・GET UP!ラッパー・BE ALL RIGHT) est l'unique single en commun des groupes temporaires 7 Air (7 AIR), Salt 5 (SALT 5) et 11 Water (11 WATER), sorti en 2003.

## Présentation
Le single sort le 9 juillet 2003 au Japon sur le label zetima, écrit et produit par Tsunku. Il atteint la 2e place du classement de l'Oricon, et reste classé pendant huit semaines. 
C'est le seul single sorti dans le cadre de la quatrième édition des Shuffle Units du Hello! Project. Trois groupes temporaires, composés de divers artistes du H!P, sont créés le temps d'un unique chanson chacun, figurant cette fois sur le même disque. Les trois années précédentes, chaque groupe créé sortait son propre single, dans une compétition amicale pour les ventes ; dorénavant, les différentes chansons sont réunis sur un même single.
Les trois chansons principales figureront sur la compilation d'artistes du H!P Petit Best 4 qui sortira en fin d'année, puis sur la compilation Hello! Project Shuffle Unit Mega Best de 2008. Elles seront souvent interprétées lors de concerts du H!P par différentes formations. En plus des versions instrumentales de ces trois chansons, le single contient une quatrième chanson interprétée par l'ensemble des chanteuses des trois groupes : Oh! Be My Friend. 
Les clips vidéo des trois chansons principales figurent sur le "Single V" (DVD et VHS) homonyme qui sort le même jour ; ils ne figureront pas sur le DVD de la compilation Petit Best 4, mais figureront sur celui du Shuffle Unit Mega Best.
Les chansons  Kowarenai Ai ga Hoshii no  et  Be All Right!  seront reprises par Mini Moni sur son album Mini Moni Songs 2 de 2004, tandis que Get Up! Rapper sera reprise en solo par Aya Matsuura sur son album X3 de 2004.

## Liste des titres
Single CD
1. Kowarenai Ai ga Hoshii no  (壊れない愛がほしいの?) (par 7 Air)
2. Get Up! Rapper  (GET UP! ラッパー?) (par Salt 5)
3. Be All Right!  (BE ALL RIGHT!?) (par 11 Water)
4. Oh! Be My Friend  (OH! BE MY FRIEND?) (par Hello! Project)
5. Kowarenai Ai ga Hoshii no (Instrumental)  (壊れない愛がほしいの...?)
6. Get Up! Rapper (Instrumental)  (GET UP! ラッパー...?)
7. Be All Right! (Instrumental)  (BE ALL RIGHT!...?)

Single V (VHS & DVD)
1. Kowarenai Ai ga Hoshii no  (壊れない愛がほしいの?) (par 7 Air)
2. Get Up! Rapper  (GET UP!ラッパー?) (par Salt 5)
3. Be All Right!  (BE ALL RIGHT!?) (par 11 Water)
4. Making & Comment  (メイキング＆コメント?) (making of)

## Participantes
7 Air
- Rika Ishikawa (Morning Musume)
- Ai Takahashi (Morning Musume, Mini Moni)
- Risa Niigaki (Morning Musume)
- Mika Todd (Coconuts Musume, Mini Moni)
- Masae Otani (Melon Kinenbi)
- Mai Satoda (Country Musume)
- Atsuko Inaba (soliste)

Salt 5
- Natsumi Abe (Morning Musume)
- Ai Kago (Morning Musume, Mini Moni)
- Makoto Ogawa (Morning Musume)
- Aya Matsuura (soliste)
- Yuki Maeda (soliste)

11 Water
- Kaori Iida (Morning Musume)
- Mari Yaguchi (Morning Musume)
- Nozomi Tsuji (Morning Musume, Mini Moni)
- Hitomi Yoshizawa (Morning Musume)
- Asami Konno (Morning Musume)
- Miki Fujimoto (Morning Musume)
- Ayaka Kimura (Coconuts Musume)
- Asami Kimura (Country Musume)
- Megumi Murata (Melon Kinenbi)
- Hitomi Saito (Melon Kinenbi)
- Ayumi Shibata (Melon Kinenbi)

(Note : les solistes Maki Goto et Yuko Nakazawa ne participent pas à cette édition, de même que Miuna Saito qui venait tout juste d'intégrer Country Musume)